# ヨハンネス・フォン・ミーケル

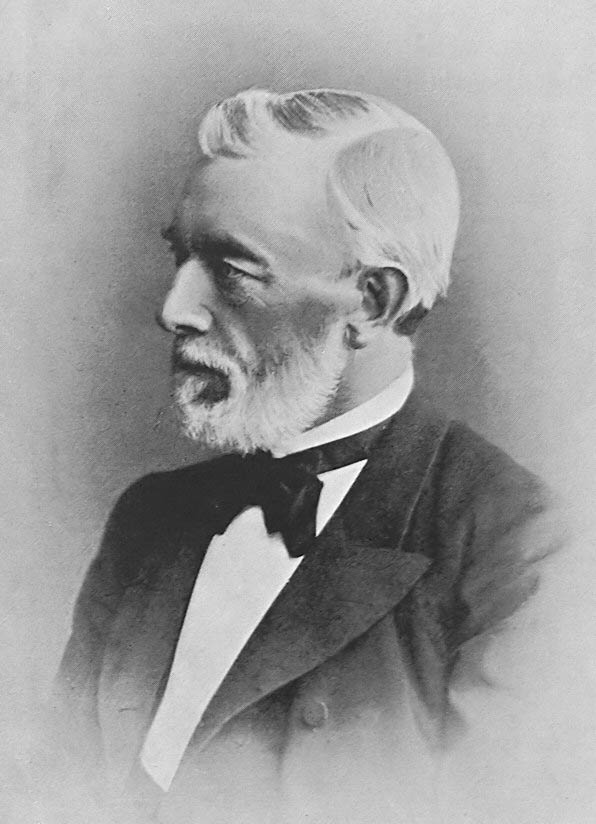
ヨハネス・フォン・ミーケル

ヨハネス・フォン・ミーケル（独: Johannes von Miquel [ˈmiːkɛl, miˈkeːl]、1829年2月19日 - 1901年9月8日）は、ドイツの政治家。

## 人物
1829年2月19日、ハノーファー王国のノイエンハウスにヨハネス・フランツ・ミーケルとして生まれる。生家はフランス系で、先祖がフランス革命によってドイツに亡命した。長じてハイデルベルク大学とゲッティンゲン大学で法律を学ぶ。学生時代にはカール・マルクスに傾倒しマルクスの著作を渉猟した。ミーケルは暴力革命を支持し、社会主義、無神論に転向した。ミーケルはマルクスとの間に文通まで開始して1852年まで共産主義者同盟のメンバーだったが、実際の革命である1848年革命が勃発した際、何も行動に移さなかった。
政治経済学に関して研究を深めていったことでマルクス主義に傾倒した時期を隠蔽したミーケルは、1850年代にゲッティンゲンで弁護士を開業した。ミーケルは財務問題に詳しかったことから弁護士として有能さを認められ、政界への足掛かりを築いていった。ミーケルは国民自由党（ビスマルク政権与党）の創設に参加し、1864年ハノーファー議会議員に立候補し当選した。当選後は野党議員として活動する。プロイセン王国によるハノーファー併合には賛成し、ハノーファーの議員出身者から1867年にプロイセン議会に議席を得た政治家の一人であった。
ミーケルは、この時期ビスマルクの信用を得ていなかったため、プロイセンの国政に影響を及ぼせる地位にはいなかった。それでも、1876年には議会で法制委員会議長として法整備の一助を担った。1865年にオスナブリュック市長に就任し、1865年から1870年、間をおいて1876年から1879年まで市長職にあり、優れた行政手腕を発揮した。また、この間に1870年から1873年までDiscontogesellschaftの責任者を務めている。
1879年フランクフルト・アム・マイン市長に就任する。フランクフルトでは貧困層の住宅整備など社会政策を重視した市政を展開した。学生時代に触れたマルクス主義、社会主義思想の影響がうかがえる。ミーケルの社会政策はドイツ国内で高い評価を得、ビスマルクによる社会保障政策の実験的な意義があったとされる。また、この時期に国民自由党の組織再編成において重要な役割を果たした。1887年帝国議会議員に当選する。
1890年ビスマルクが退陣すると、プロイセン王国の大蔵大臣に任命され、以後、10年の長きにわたり蔵相の地位を保持した。蔵相としては今日の累進課税のような革新的な税制改革を実施したことで知られる。しかし、1893年から1894年にかけて着手したドイツ国内の金融改革には失敗し、ミーケルの威信は大いに揺らいだ。1901年プロイセン蔵相を辞任するが、健康を害していたミーケルは、同年9月8日フランクフルトで死去した。